# 사모라 FC
사모라 FC(Zamora FC)는 베네수엘라 바리나스 주 바리나스를 연고로 하는 축구 클럽이다. 이 팀은 1977년에 창단 되었으며 현재는 베네수엘라 프리메라 디비시온에 참가하고 있다.

## 선수 명단

### 현역
- 마우리시오 마르케스(2019 ~ )
- 페드로 안토니오 라미레즈(2010 ~ 2014, 2018 ~ )